# Larués
Larués es una localidad española perteneciente al término municipal de Bailo, en la Jacetania, provincia de Huesca, Aragón.Tiene una población de 63 habitantes, según la revisión del padrón municipal del 2019.

## Historia
Se cree que es de topónimo prerromano, tal vez vascón. Aunque también podría ser, según el Instituto de Estudios Altoaragoneses, que el topónimo derive del nombre en latín del propietario de una antigua explotación agrícola o fundus existente en la zona, que podría haberse llamado Lauro o Laro.
El primer documento que habla sobre Larués data del año 1044, en el que Ramiro I otorga propiedades en la villa a su criado. Fue desde entonces señorío hasta finales de siglo XVIII.
Su época de mayor actividad fue en la segunda mitad del siglo XIX, con 350 habitantes. Hasta 1971, fecha en la que se unió a Bailo, fue un municipio independiente.

## Cultura, tradición y curiosidades
- Larués vive prácticamente de la agricultura y del pastoreo. Aunque también es famoso por su miel artesanal y por su cada vez más importante turismo rural.
- Se celebra el 22 de enero el día San Vicente, con una misa y vermú popular y cena de vecinos.
- Sus fiestas se celebran en honor a San Vicente Mártir cada tercer domingo de agosto.
- Para la segunda Pascua de pentecostés se celebra la romería a la ermita de san Cristóbal.
- Su iglesia gótica del siglo XVI es en honor a san Vicente. También tiene una ermita en honor a San Cristóbal a las afueras.
- Ángel Orensanz, reconocido escultor aragonés, nació en Larués.
- En las fiestas de agosto se entrega la Monku´s Cup. Este premio se otorga al jugador de futbito más destacado del torneo de fiestas.

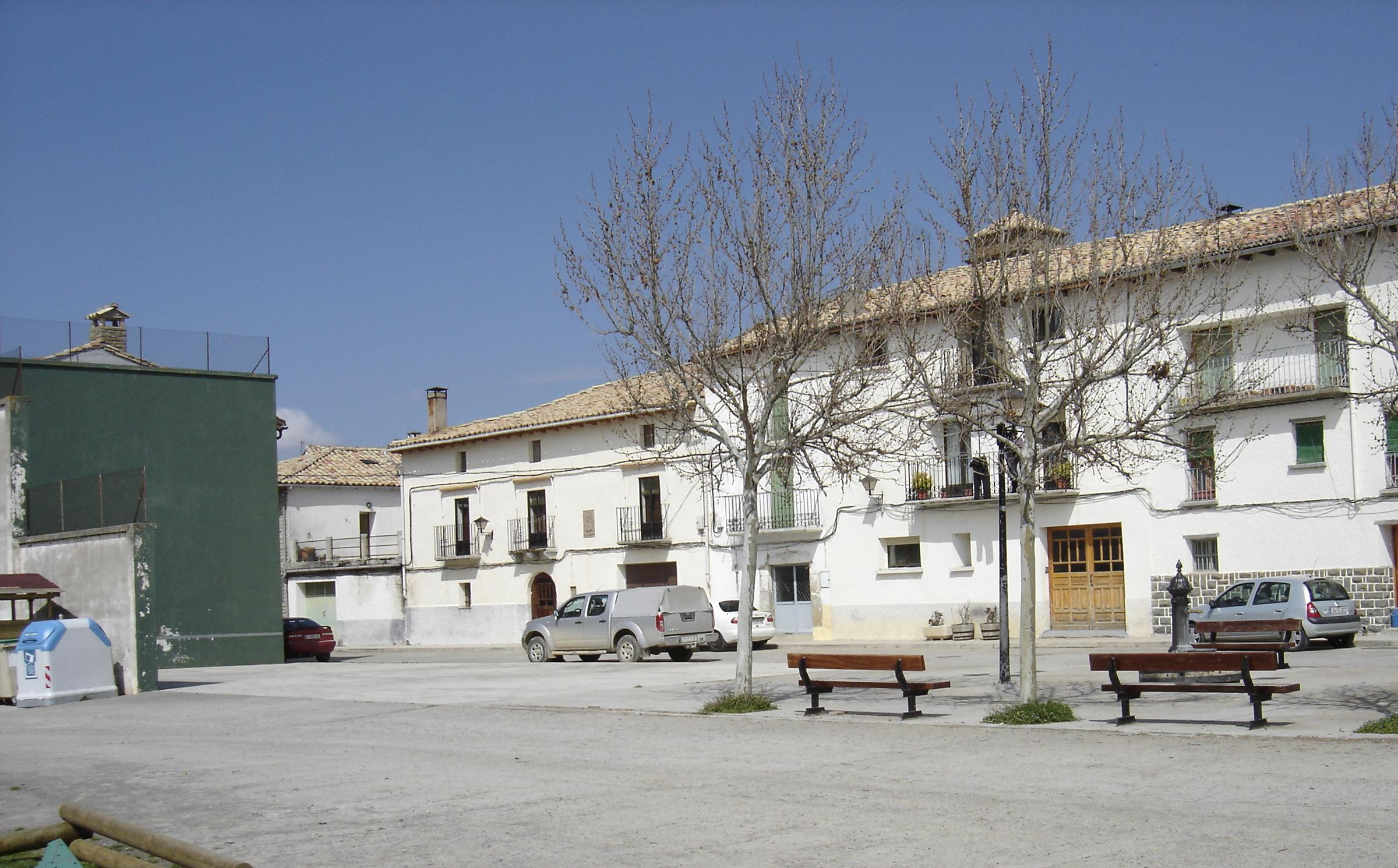
La plaza de Larués y su frontón.

## Clima y situación
Su situación en el Pirineo le da un clima de montaña. Sus inviernos suelen ser nevados y sus veranos suaves/moderados. Es particularmente bello en Primavera, cuando todos los campos que rodean a Larúes están verdes y aún se pueden ver picos nevados.

## Geografía humana

### Demografía
| Gráfica de evolución demográfica de Larués entre 1842 y 1970 |
| |
| Población de derecho según los censos de población del INE Población de hecho según los censos de población del INEEntre el censo de 1981 y el anterior, este municipio desaparece porque se integra en el municipio 22044 (Bailo) |